# Kessler Peak
Der Kessler Peak ist ein markanter, kegelförmiger und 2180 m hoher Berg in der antarktischen Ross Dependency. In der Königin-Alexandra-Kette ragt er 6 km westsüdwestlich des Mount Rotolante an der Ostflanke des Lennox-King-Gletschers auf. 
Das Advisory Committee on Antarctic Names benannte ihn 1966 nach Charles Leroy Kessler (1903–1976), Matrose an Bord der Eleanor Bolling bei der ersten Antarktisexpedition (1928–1930) des US-amerikanischen Polarforschers Richard Evelyn Byrd, der den antarktischen Kontinent danach auch 1962 und 1965 besuchte. 